# كارلوس الثعلب
إلييتش راميريز سانشيز (بالإسبانية: Ilich Ramírez Sánchez) والمعروف باسمه الحركي كارلوس ولقبته أجهزة الأمن والمخابرات كارلوس الثعلب من مواليد 12 أكتوبر 1949م ولد في أسرة فنزويلية ثرية ودرس المرحلة الجامعية في موسكو قبل أن ينضم إلى الجبهة الشعبية لتحرير فلسطين، اعتنق الإسلام عام 1975 وأطلق عليه لقب الثعلب بعد أن وجد بين أمتعته نسخة من كتاب فردريك فورسايت يوم الثعلب. عاش كارلوس فترة من صباه في لندن قبل انتقاله إلى لبنان، مدفوعاً بتعاطفه الشديد مع الشعب الفلسطيني وقضيته وانضمامه هناك إلى صفوف الجبهة الشعبية لتحرير فلسطين.
وخلال نشاطه في صفوف الجبهة اضطلع كارلوس بمهمات قتالية عدة أشهرها احتجاز وزراء النفط في الدول الأعضاء في منظمة الدول المنتجة والمصدرة للنفط (أوبك) في السبعينات الماضية عام 1975 أثناء اجتماع لهم في فيينا والذي احتجز خلاله هو وخمسة آخرون 70 شخصاً بينهم 11 وزيراً للنفط  واختطافهم تحت تهديد السلاح ونقلهم إلى الجزائر، علاوة على ارتكابه عمليات قتل أخرى عدة في أماكن مختلفة من العالم ومن ضمنها مجموعة ارتكبها في فرنسا التي تمكنت شرطتها السرية من إلقاء القبض عليه بالتعاون مع الحكومة السودانية ونقلته إلى فرنسا حيث جرت محاكمته بتهمة قتل شرطيين فرنسيين عام 1975م في باريس ويقضي فيها الآن حكمه المؤبد، كارلوس الذي جسد العنف السياسي في السبعينات والثمانينات عاش حياة متقلبة حتى اعتقاله في العام أربعة وتسعين مثل مرة أخرى أمام القضاء الفرنسي لإتهامه بالضلوع في هجمات نفذت في فرنسا منذ ثلاثين عاماً وأودت بحياة أحد عشر شخصاً. وهو متواجد في السجن منذ سبعة عشر عاماً وحكم عليه بالسجن مدى الحياة في عام سبعة وتسعين.
يقضي كارلوس حكما بالسجن المؤبد منذ 1997م وذلك بعد ثلاث سنوات من اعتقاله في السودان إذ ادين حينها بقتل ثلاثة رجال بينهم شرطيان عام 1975 في باريس. وبعد الحكم على كارلوس بالسجن مدى الحياة مرة أخرى، قالت المحكمة إنه ينبغي عليه أن يقضي 18 عاماً في السجن كحد أدنى. وقد يؤجل هذا الحكم الموعد الذي يمكنه فيه أن يتقدم بطلب للحصول على إفراج مشروط والمقرر حاليا عام 2012م.
إلى هذه اللحظة يقطن كارلوس تحت المراقبة والحراسة المشددة بسجن لو سانتي ويسمح له تحت شروط عسيرة مقابلة أهله ومشاهدة التلفاز، وأسطورة الثعلب أصبح السجين 872686 / إكس وقد اعلنت زوجته فيما بعد أن كل أعمال كارلوس كانت لخدمة القضية الفلسطينية وأنه أعلن إسلامه عام 1975م في اليمن الجنوبي أو ما كان يعرف جمهورية اليمن الديمقراطية الشعبية التي عاش فيها لفترة. ويعتبر كارلوس أيقونة الثورة والتمرد لدى الكثير من الفلسطينيين ومناضلي أقصى اليسار. وخلال الحرب الباردة حصل كارلوس على دعم من الاتحاد السوفياتي ودول بالشرق الأوسط، وشن هجمات في جميع أنحاء أوروبا لأكثر من عقدين قبل اعتقاله في السودان عام 1994.

## النشأة
ولد كارلوس الملقب بابن آوى أو الثعلب في العاصمة الفنزويلية كراكاس لأب ماركسي التوجه يعمل محامياً  في عائلة فنزويلية ثرية، اختلف أباه وأمه على تسميته فبينما أرادت أمه تسميته باسم يدل على مسيحيته وكاثوليكيته أراد أباه أن يسميه باسم القائد الشيوعي لينين وأدخل لمدرسة كاثوليكية لكنه لم يلبث ثلاث سنين ليعلن نفسه شيوعياً ويتبرأ من الكنيسة والقس  ودبت في عائلته المشاكل حتى انفصل والديه وعمره لم يتعد الثالثة عشر وبعد الطلاق انضم في 1964 إلى الشباب الشيوعي الفنزويلي  حيث أرسل لمدرسة فيرمن تورو - Fermin Toro - التي تعنى بتعليم المبادئ الماركسية لطلابها وكان طلابها من المنظمين للمظاهرات ضد الحكومة الفنزويلية في يناير 1964.
وفي 1966 انتقلت عائلته إلى لندن ثم انتقل هو بعد ذلك بعامين إلى موسكو لدراسة الفيزياء والكيمياء. وتعلم اللغة الإنجليزية ولكنه لم يتقنها هي فحسب بل أتقن معها أيضاً ست لغات أخرى وهي اللغة الأسبانية - اللغة العربية - اللغة الإيطالية - اللغة الروسية - اللغة الفرنسية - واللغة الأرمنية وقبلها عاش كارلوس صباه في كوبا حيث تعلم أسس العمليات المسلحة وحرب العصابات ثم التحق بجامعة باترليس لومومبا في موسكو التي طرد منها لعدم جديته في الدراسة، أثناء دراسته في جامعة باتريس لومومبا في موسكو تعرف على بوضيا الشاب الثوري الجزائري الذي انخرط في صفوف الجبهة الشعبية لتحرير فلسطين ونشأت علاقة حميمة بين كارلوس وبوضيا وأعجب كارلوس بأفكار واتجاهات بوضيا وخاصة أنه يشاطره نفس الأفكار والرأي.
انخرط كارلوس في الجبهة الشعبية لتحرير فلسطين قسم العمليات الخارجية، وتلقى تدريباته على يد كل من الدكتور جورج حبش ووديع حداد وقد تلقى تدريبات عديدة أخرى قبل ذلك في فنزويلا وكوبا داخل معسكر مانتانزاس - Mantanzas - الذي تعلم فيه أسس التخريب وحروب العصابات تحت إشراف سوفييتي وبمباركة فيديل كاسترو وقيل بالإتحاد السوفييتي بإشراف الكي جي بي وقد سطع نجم كارلوس حيث أنه تميز بذكائه وقدرته على التخطيط والتخفي وتغيير ملامحه، أنتقل للعمل في أوروبا ضد الأهداف الإسرائيلية والمنظمات الداعمة لها ولإيمانه العميق في هذه القضية، ولشدة كراهيته وعدائه للصهيونية والإمبريالية الأميريكية، جند كل إمكانياته لضرب القوى الصهيونية وللضغط على بعض الأنظمة العربية التي تطبع مع إسرائيل.
وفي موسكو التقى كارلوس بجورج حبش ممثل الجبهة الشعبية لتحرير فلسطين الذي دعاه إلى المشاركة في تدريبات عسكرية في الأردن، وكلفه عام 1971 بمسؤوليات إضافية في الجبهة ليصبح كارلوس ثوريا محترفاً في خدمة حرب تحرير فلسطين كما وصف نفسه حينذاك قبل أن يستقيل من الجبهة عام 1967. أفلت كارلوس سنوات من الاعتقال بعد اتهامه بارتكاب اعتداءات في لندن وباريس بينها قتل شرطيين فرنسيين بين عامي 1973 و1975.

## الأفكار والعمليات
نظرياته
انتقل للعمل في أوروبا ضد الأهداف الصهيونية والمنظمات الداعمة لها لنصرة القضية الفلسطينية ولإيمانه العميق بهذه القضية، ولشدة كراهيته وعدائه للصهيونية الإمبريالية الأمريكية، جند كل إمكانياته لضرب القوى الصهيونية وللضغط على بعض الأنظمة العربية التي تطبع مع إسرائيل. بعد مقتل بوضيا الذي اغتالته مجموعة من الموساد الإسرائيلي شكلت للانتقام من جميع القياديين الثوريين انتقاماً لعملية أيلول الأسود في ميونيخ والدكتور وديع حداد الذي يقال بأنه مات مسموماً، أمسك كارلوس بقبضة من حديد بجميع المجموعات الثورية حول العالم سواء بالدعم المالي أو التقني أو المعنوي وأدخل أساليب جديدة لم يسبق لأحد فعلها وعمليات فريدة من نوعها واشتركت معه مجموعات ثورية كل من الجيش الجمهوري الإيرلندي – الجيش الأحمر الياباني – منظمة إيتا والباسك الانفصالية – الألوية الحمراء – منظمة بادرماينهوف الألمانية إضافة إلى جيش تحرير الشعب التركي ومنظمة العمل المباشر الفرنسية. أسس كارلوس منظمة الثوار الأمميين أيام الحرب الباردة وقد لقي مساندة من سوريا والعراق وجمهورية اليمن الجنوبي كل هذا وقد نفذ كارلوس أغلب عملياته عن عمر صغير فمثلاً قام بالتخطيط لأول عملياته أيلول الأسود بميونيخ وعمره 23 سنة فقط.
عملياته
نفذ كارلوس عملياته في أكثر من دولة أوروبية، ولكن لم يكن له الفضل في عملية ميونيخ بألمانيا التي خطط من خلالها لاختطاف 11 لاعباً إسرائيلياً في الدورة الأولمبية المقامة هناك في عام 1972 واستبدالهم باسرى فلسطينيين حيث أن الفضل في هذة العملية يعود إلى حركة فتح التي قادت النضال الفلسطيني آنذاك في فيينا بالنمسا لكنه خطط وشارك لعملية الهجوم على مقر اجتماع الأوبك لوزراء البترول عام 1975 حيث أذاع بيان (درع الثورة العربية) وهي من أغرب العمليات وأدقها وأكثرها مدعاة للدهشة وعدم التصديق.
كما استولى كارلوس على السفارة الفرنسية في لاهاي بهولندا مقر محكمة العدل الدولية واختطف طائرة فرنسية إلى مطار «عنتيبي» بأوغندا في عام 1976 فقد كان على الطائرة شخصيات وسواح إسرائيليون كما قام باستهداف طائرة العال الإسرائيلية في فرنسا بواسطة قاذف آر بي جي وبعد أسبوع واحد قام بعملية جريئة باقتحام نفس المطار مع مجموعته لاستهداف طائرة العال الإسرائيلية وقد كشفت العملية ونجح باحتجاز رهائن ورضخت فرنسا لمطالبه وقد حاول اغتيال نائب رئيس الاتحاد الصهيوني البريطاني في لندن ورئيس شركة محلات ماركس آند سبنسر جوزيف إدوارد ستيف الداعم للحركات الصهيونية وقام بتفجير عدد كبير من البنوك الصهيونية والممولة للحملة الصهيونية ومحطاتها الإذاعية وكان لديه قائمة بأسماء الداعمين للحركة الصهيونية أراد تصفيتهم كما قام بالتحضير لعمليات ضد الإمبريالية والصهيونية ومجموعة الرئيس المصري أنور السادات.

## بعض عمليات كارلوس

### عقد السبعينيات
- يوم 6 سبتمبر 1970: أيام بطولات الفلسطينية ليلى خالد كان كارلوس مجرد حارس لأحد المنشآت المستخدمة لتخزين الأسلحة والمتفجرات المستخدمة في اختطاف وتفجير الطائرات الإسرائيلية خاصة تفجير إحداها بمطار داوسن الذي سمي فيما بعد من قبل المقاتلين الفلسطينيين بمهبط الثورة.
- فبراير 1970: الملك الحسين ملك الأردن يأمر الفلسطينيين المقيمين بالأردن تسليم أسلحتهم وحصول اشتباكات بين الجيش الأردني والفلسطينيين وقد شارك كارلوس بالقتال مع الفصائل الفلسطينية ومنها اكتسب كارلوس شهرته بكونه مقاتلاً جريئاً هادئاً قوي القلب.
- فبراير ومايو عام 1972: حدوث ثلاث عمليات فريدة من نوعها بدون اشتراك كارلوس بها وإن كان قد ساهم بفكرة اختطاف الرياضيين بميونخ والعمليات الثلاث هي:
  - اختطاف مقاتلين تابعين لوديع حداد لطائرة وتوجيههم لها إلى عدن عاصمة اليمن الجنوبي حينها، أحد المسافرين هو جوزيف كينيدي ابن روبرت كينيدي وقد تم إطلاق سراح الرهائن بعد المفاوضات التي تم على إثرها دفع فدية مقدارها خمسة ملايين دولار أميركي.
  - إرسال وديع حداد لثلاثة مقاتلين تابعين للجيش الأحمر الياباني لتنفيذ عملية داخل مطار تل أبيب باستخدام الرشاشات والقنابل وقتل على إثر هذه العملية 23 مسافراً وجرح 76 آخرون.
  - اختطاف رياضيين إسرائيليين في ميونخ بألمانيا على يد جماعة أيلول الأسود وقيام معركة بالأسلحة الرشاشة إثر محاولة القناصة الإلمان إرداء المقاتلين الفلسطينيين في طريقهم للطائرة المجهزة للهروب بالرهائن مما أدى لمقتل تسعة رياضيين إسرائيليين وخمسة مقاتلين فلسطينيين.

وقد غضب كارلوس بشدة لإقصائه من هذه العمليات المؤثرة والشديدة التأثير.
- 28 يونيو 1973: اغتيال محمد بودية بتفخيخ وتفجير سيارته على يد فريق اغتيال إسرائيلي مدعو بغضب الله وقد أعقب ذلك طلب كارلوس من الجبهة الشعبية أن يعين في باريس كبديل لبو دية لكن طلبه رفض وتم تعيين شخص آخر ميشيل مخربل لكن ذلك لم يحبط كارلوس فأراد الانتقام لصديق عمره بو ضيا بضرب الأهداف اليهودية في أرجاء أوروبا كافة.
- يوم الأحد بديسمبر من عام 1973: في مثل هذا اليوم في ضاحية غنية بلندن فتح أحد الخدم الباب في أحد البيوت الغنية والفاخرة وفوجئ الخادم بشاب أسمر حاملاً لبندقية يطلب منه الذهاب به لسيده جوزيف سييف أحد أكثر رجال الأعمال اليهود المؤثرين في لندن ورئيس سلسلة متاجر ماركس اند سبنسر والأكثر من ذلك أنه رئيس فخري للإتحاد الصهيوني البريطاني - وهي منظمة لها دور فعال بإرسال ملايين الباوندات للمنظمات الإسرائيلية - أذعن الخادم لطلب الشاب بعد أن وجه البندقية لظهر الخادم وجعل يمشي وراءه ولكن حدث تشويش لأن زوجة جوزيف سييف لاحظت ما حصل واتصلت بالشرطة لكن لم يسعف جوزيف اتصال زوجته بالشرطة فقد أطلق كارلوس عليه من مسدس آلي عدة طلقات مزقت وجهه من على بعد أمتار وسق جوزيف فتقدم كارلوس وهدف على رأسه لكن حصل انسداد بالمسدس وتحت سماع كارلوس لصوت سيارات الشرطة اضطر للهرب وبشكل مثير للعجب نجا جوزف من الموت ليذكر للمحققين مواصفات الشخص الذي أصبح أسطورة ولقد استطاع كارلوس الهروب من يد الشرطة وهذا ما ساهم بنجاحة فلو ألقي القبض عليه لما ظهر كارلوس الثعلب ولم يكن أحد ليعرفه صورة جوزف سييف.
- يونيو سنة 1975: إلقاء القبض على ميشيل مخربل من قبل الاستخبارات اللبنانية وبمعاونة الاستخبارات الفرنسية واعترف ميشيل بأنه تابع لجورج حبش وتحدث عن عمليات وخطط قام بها المدعو «نور الدين» وتحدث عن عبقريته وذكائه لكن ما لم يدر بخلد المحققين أن هذا الشخص هو نفسة كارلوس وقد تم اكتشاف أن مخربل كان عميلاً مزدوجاً للموساد ساهمت معلوماته بمقتل محمد بودية.

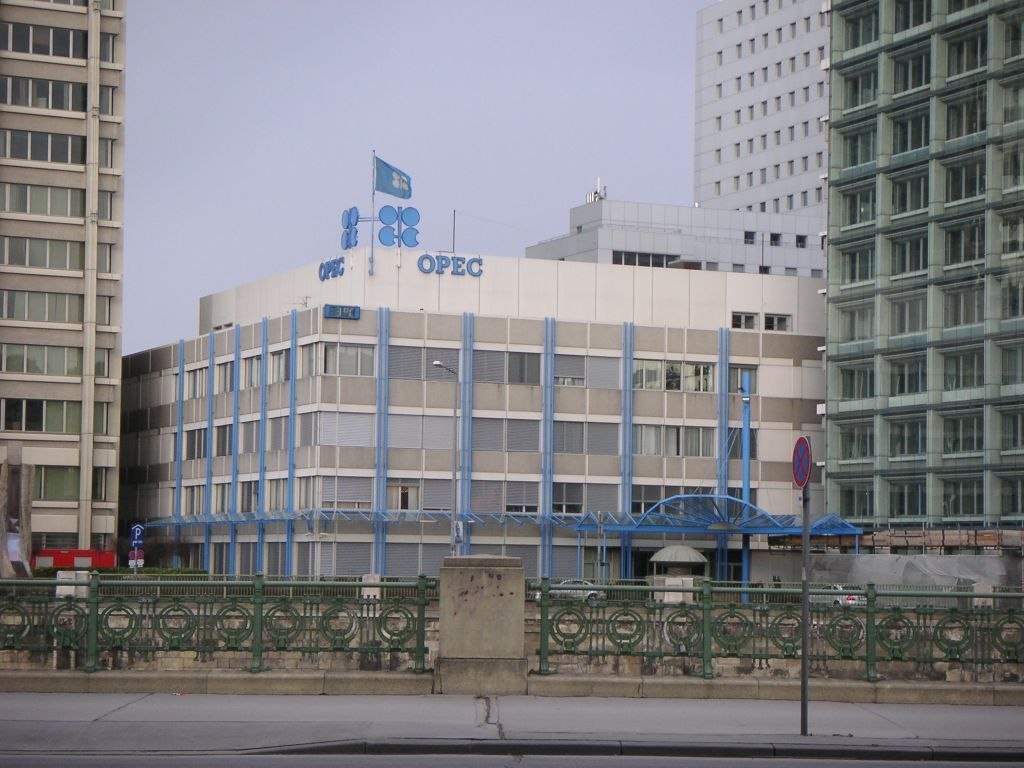
مقر الأوبك في فيينا.(المقر القديم).

- ديسمبر سنة 1975: حدثت في هذه السنة أحد أجرأ العمليات التي قام بها كارلوس، قام كارلوس بجمع فرقة من المقاتلين والذهاب لفيينا قاموا باختطاف وزراء النفط المجتمعين باجتماع الأوبك وتم الدخول للمقر أثناء انعقاد الاجتماع وتم الهجوم برشاشات إم-16 وسكوربيون والمتفجرات البلاستيكية وتم اختطاف الوزراء بعد قتل الحرس الشخصي وكل من أظهر المقاومة وحدثت في داخل القاعة محادثة بين شخص مقنع والشيخ أحمد يماني وزير النفط السعودي وسرعان ما اكتشف الشيخ أحمد زكي يماني أن محدثه هو كارلوس ثم نادى كارلوس بالجميع أنه لن يقتلهم إن تعاونوا معه ثم أصدر كارلوس خطابه المعروف ببيان درع الثورة العربية وطلب كارلوس عدداً من الباصات المليئة بالوقود والمغطاة بالكامل وركب المختطفون مع خاطفيهم الباصات وانطلقوا للمطار حيث أتت بعد المفاوضات المضنية طائرة لنقل الرهائن وعند الوصول للمطار تم إطلاق سراح بعض الرهائن وتم وضع الرهائن الباقين على متن طائرة تابعة للخطوط النمساوية وتمت أمام الكاميرات مصافحة شهيرة بين كارلوس وأحد الناشطين السابقين النازيين المنضوين فيما مضى لشبيبة هتلر وفي الطائرة تم تفخيخ جميع المقاعد لمنع أي محاولات للمقاومة من قبل الرهائن.

وتمت نقاشات بين الرهائن وكارلوس وخاصة من قبل أحمد يماني الذي كان يحاول النقاش مع كارلوس لإطلاق سراح الرهائن، تم هبوط الطائرة بالجزائر وتم استقبال كارلوس الذي خرج منزوع السلاح واستقبله وزير الخارجية الجزائري عبد العزيز بوتفليقة - في ذلك الوقت - وتمت تعبئة الطائرة بالوقود مرة أخرى والانتقال لليبيا التي رفضت المساعدة إلا بإطلاق سراح الرهائن الليبيين أولاً وتم إطلاق الرهائن الليبيين وتم رفض العرض الذي قدمه كارلوس للمملكة العربية السعودية لإطلاق الرهائن السعوديين وتم منع الطائرة من الهبوط بتونسٍٍ مما أجبر الطائرة للعودة للجزائر مرة أخرى واجتمع كارلوس مع رفاقه. راقب يماني بينما الإرهابيون تكلموا في الجزء الآخر مِن الطائرة لكن كان فقط قادر على التحقيق بأنهم كانوا يتجادلون بشأن شيء. في الحادي والعشرين من ديسمبر اختطف كارلوس وجماعته 11 وزيرا وآخرين كرهائن العملية تسببت في مقتل ثلاثة أشخاص. بعد أيام من المفاوضات 50 رهينة أفرج عنها. يعتقد بأن كارلوس هو العقل المدبر لهذه العملية، التي انتهت بحصول الخاطفين على فدية مقدارها 50 مليون دولار لإطلاق سراح الرهائن.
بينما عاد كارلوس للكلام مع الوزراء، هم كانوا يتسائلون إذا هم كانوا على وشك أَن يموتوا. بدلاً من ذلك كارلوس أعلمهم بأنه: قررنا أخيراً أَن نطلق سراحك في منتصفِ النهار وبذلك قرار حياتك خارج نطاق الخطر جداً، عندها يماني سأل لماذا هم لا يمكن أن يطلقوا سراح في وقت سابق وخرج كارلوس لمقابلة الجزائريين مرة أخرى وعاد بعد ساعتين وأخبر يماني وأموزيقار - الوزير الإيراني - أترك الطائرة الآن وأنت ستتلوه للخارج في خمس دقائق. وتم إطلاق سراح الوزراء الباقين واستلم كارلوس جراء ذلك مبلغاً قدر بين 20 - 50 مليون دولار، وبعد عملية الأوبك الخطيرة قام كارلوس بالإقامة بالجزائر بفيلا فاخرة منحت له من قبل هواري بومدين رئيس الجزائر وتم رفض عدة طلبات من دول أوروبية لتسليمه وبعدها بفترة قام كارلوس بزيارة ليبيا واستقبله العقيد معمر القذافي شخصياً واكتشف فيما بعد أن القذافي من الممولين لعمليات كارلوس وفيما بعد سافر كارلوس لعدن باليمن الجنوبي لاجتماع الجبهة الشعبية حينها استفرد به حداد وأخبره بأنه لم ينفذ شروط العملية بالأوبك والتي تقتضي قتل جميع الرهائن وأنه لهذا السبب مطرود.
- عام 1976: قامت القوات الإسرائيلية الخاصة بعملية عنتيبي بأوغندا لفك أسر الرهائن المختطفين بطائرة الخطوط الفرنسية والتي انتشرت الأقاويل عن كون كارلوس من المختطفين لكن عند تحرير الرهائن لم يكن كارلوس من الخاطفين.
- سبتمبر عام 1976: تم إلقاء القبض على كارلوس ببلغراد يوغسلافيا ولكن الرئيس الجنرال تيتو أمر بإطلاق سراحه بعد أربعة أيام من القبض عليه وهم بالسفر إلى دمشق وفي دمشق حصلت بعض الصعوبات لمنعه من السفر لكن تم السماح له بالسفر لبغداد بالعراق حيث أقام لثلاثة أسابيع وأمن له الحرس والسيارات لنقله وانتقل بعد ذلك إلى اليمن الجنوبي حيث أقام في قصر دفع نفقته معمر القذافي وأمن له الحرسة.
- مارس 1978: موت وديع حداد باللوكيميا والبعض ادعى أنه سمم من قبل المخابرات العراقية مما جعل كارلوس المسيطر على الجماعات المسلحة بالشرق الأوسط وجعله تحت الطلب من قبل الحكومات لتصفية وترويع أعدائهم ومعارضيهم وقام كارلوس بجمع المقاتلين لمنظمته الخاصة من لبنان وسوريا وألمانيا وفلسطين وسويسرا وبينما هو كذلك شكلت الاستخبارات الفرنسية بمساعدة الموساد الإسرائيلي فرقة هدفها تصفية كارلوس والقضاء على القيادات الرئيسية بمنظمته.

### عقد الثمانينات
- يناير من عام 1982: استهدف كارلوس بمساعدة مجموعة سويسرية متطرفة مفاعلاً نووياً قيد الإنشاء بفرنسا وذلك بإطلاق خمسة قذائف آر بي جي على غلاف المفاعل لكنه لم يسبب ضرراً يذكر.
- فبراير من عام 1982: تم إلقاء القبض على رجل وامرأة مع سيارة مليئة بالمتفجرات والأسلحة والجوازات المزورة بفرنسا وعند التحقيق اعترفوا بأنهم مرسلون من طرف كارلوس لتفجير مقر مجلة الوطن العربي نشرت مواضيع ضد النظام السوري وأن سوريا طلبت من كارلوس تفجير مقر المجلة وقد هدد كارلوس بالانتقام إن لم يطلق سراحهما.
- 15 مارس 1982: حصلت أعمال انتقامية من فرنسا لرفضها إطلاق سراح المقبوض عليهم إثر محاولة تفجير المجلة فتم تفجير المركز الثقافي الفرنسي بباريس وبعد أربعة أيام من ذلك تم تفجير قطار أوروبا السريع الذي يصل بين باريس وتولوز وقد اكتشف فيما بعد أن الناشط السياسي جاك شيراك - في ذلك الوقت - كان سيستقل القطار لكنه غير الخطة بسبب مشاغله.
- 5 إبريل 1982: قامت جماعة الجيش الأحمر الياباني بالتهديد بعمليات انتقام مماثلة لما حصل بفرنسا إن لم يطق سراح المقبوض عليهم بفرنسا وقد تم تنفيذ التهديد بقتل العامل بالسفارة الفرنسية ببيروت المدعو كافالو ضرباً بالرصاص.

صورة أخرى تبدي طرق تخفي كارلوس الثعلب.

- 21 إبريل 1982: انفجار قنبلة خارج مقر السفارة الفرنسية بفيينا وفي اليوم التالي تم تفجير مركز طباعة لمجلة الوطن العربي بسيارة مفخخة وتم أيضاً بعد أسابيع لاحقة إطلاق النار وتفجير حديقة السفارة الفرنسية ببيروت وتمت أعمال انتقامية أخرى لكن من قبل مجموعة أبو نضال في الحي اليهودي بباريس حيث تم استهداف مطعم جو جولدبيرغ وقد تمت كل هذه الأعمال تحت ناظري الاستخبارات الفرنسية التي بدأت تحكم خيوط الخطة.
- في ديسمبر من عام 1982: تم تقديم قائمة الأسماء المراد القضاء عليها للرئيس الفرنسي ميتران وتمت الموافقة عليها وقد ضمت القائمة كارلوس وأبو نضال وقد تمت محاولة لاغتيال كارلوس بدمشق وكان القتلة متنكرين بزي سياح لكن العملية فشلت لأن المخبر كان مجرد مرتزق بالمعلومات الكاذبة وطلبت الحكومة الفرنسية من سوريا عدم دعم العمليات التي يقوم بها كارلوس بفرنسا ووافقت سوريا على ذلك مما أجل العمليات لمدة سنة ولكنه لم يوقفها.
- 25 أغسطس من عام 1983: تم تفجير القنصلية والمركز الثقافي الفرنسي ببرلين وقد ظهرت بصمة كارلوس على هذه العملية.
- 31 ديسمبر 1983: تم تفجير قطارين فرنسيين مما أدى لمقتل العشرات وأرسل كارلوس بياناً لثلاثة وكالات أنباء يخبرهم بأنه المسؤول عن العمليات وأنها جاءت كانتقام لقصف فرنسا مركز تدريب له بلبنان وقد حصل بعد ذلك تفجير بالمركز الثقافي الفرنسي بطرابلس ولم يتبناه أحد لكنه نسب ضمنياً لكارلوس وفي تلك الفترة بدأت الضغوط الأوروبية على الدول الأوروبية الشرقية لإيقاف إيوائها لكارلوس الثعلب وبدأت الدول الداعمة له بتركه وقطع الموارد المالية المرسلة له بانتظام وبدأ بعض المؤيدين بشدة له مثل معمر القذافي بتجاهله وبعد عدة محاولات بدول متعددة تم السماح له بالعيش بسوريا بهوية رجل أعمال مكسيكي.
- 1989: انحلال النظام الذي وفر له الحماية بألمانيا الشرقية إثر سقوط جدار برلين.
- أغسطس 1990: ظهور اشاعات بأن صدام حسين استأجر كارلوس للقيام بتدريب كتائب من الجيش على عمليات التخريب لمقاومة قوات التحالف إثر غزوه للكويت لكن مالم يعرف أن سوريا منعت كارلوس من العمل للعراق بأوامر من حافظ الأسد شخصياً.
- سبتمبر 1991: تم طرد كارلوس من سوريا وذهب لليبيا التي لم تستقبله بالحفاوة المعهودة مما حداه للعودة لسوريا ومنها إلى لبنان ومن ثم تسلل من سوريا إلى الأردن واكتشفته الأردن وسمحت له بالبقاء عدة أشهر وفيها أعلن إسلامه وعاش سنتين بالأردن ومن ثم ذهب إلى السودان بعد تعهد الزعيم حسن الترابي له بأنه سيقدم له الحماية وقد تم له ذلك واستقر بالخرطوم.
- أغسطس 1994: تم الضغط على السودان لتسليم كارلوس بعد أن توصلت الاستخبارات الفرنسية والمصرية أنه بالخرطوم ولكن الترابي رفض تسليمه لأنه بطل للمقاومة الفلسطينية فما كان للاستخبارات الفرنسية سوى عرض فيديوات لحفلات كارلوس المليئة بالخمور والنساء مما أدى لرضوخ الترابي وقبوله بتسليم كارلوس وفي يوم 13 أغسطس تم اختطاف كارلوس من بيته بالخرطوم من قبل رجال المخابرات الفرنسية وتم نقله لفرنسا والتأكد من هويته وبصمات أصابعه.
- 23 ديسمبر 1997: تم الحكم على كارلوس بالسجن المؤبد ولم يعدم بسبب إلغاء حكم الإعدام قبل سنوات قليلة فقط.[7]

## القبض عليه
كارلوس يقبع في سجن منفرداً في فرنسا، بعد عملية اختطاف قامت بها أجهزة الاستخبارات الفرنسية بالتعاون مع حكومة السودان بعد أن تمكنت المخابرات الجزائرية من تحديد مكانه على اثر تحليل صور لحفلات في الخرطوم تم خطفه من السودان في 14 أغسطس عام 1994 بعد مطادرة استمرت لأكثر من عقدين من قبل عدة أجهزة استخبارات أوروبية وأمريكية وإسرائيلية. واعتقلت الاستخبارات الفرنسية كارلوس في السودان في 1994 حيث لجأ إليه بعد مغادرته سوريا في 1991 في عملية يصفها محاموه بأنها اختطاف. حيث كان يتصدر قائمة المطلوبين في العالم وخطفته فرنسا من مخبئه في السودان حيث كان قد اعتنق الإسلام وتزوج امرأة عربية وبعد اعتقاله تزوج محاميته الفرنسية.
أما تفاصيل القبض هي أن كارلوس كان في مدينة صنعاء قبيل قدومه للإقامة في الخرطوم، حيث دخل السودان دون علم السلطات السودانية وبجواز سفر دبلوماسي أردني، ولكن قال كارلوس: «السلطات السودانية كانت على علم بمجيئي. وحتى وزير الخارجية السوداني الذي سافر معي على الرحلة ذاتها كان على علم بالأمر.» وقال كارلوس أيضاً إن جهات رسمية في السودان رتبت دخوله إلى الخرطوم، بل وأن الطائرة التي أقلته من الأردن إلى الخرطوم كان فيها وزير خارجية السودان شخصياً. ثم طلبت السلطات السودانية من كارلوس مغادرة البلاد لأسباب أمنية، وكان ذلك في ربيع 1994. ولم يرفض كارلوس مغادرة السودان، بل رفض فقط التجاوب مع فخٍ أراد أن ينصبه له الترابي والبشير، علم به بفضل بعض المتعاطفين معه من داخل النظام في الخرطوم.
وسعت السلطات السودانية للتخلص منه منذ عام 1994، أي قبل خمسة أشهر من عملية اختطافه من الخرطوم، ربما بسبب ما رصدته الأجهزة من تجاوزات تتعلق بصلاته بأرملة مسئول سوداني، وأن بعض أصدقائه من المسئولين السودانيين أطلعوه على نية التخلص منه فحذروه. ذلك يعكس أمراً مهما وهو أن ثمة خلافات بين أركان النظام في الخرطوم، نشبت حول مصير كارلوس وبقائه في الخرطوم. هذه الأمور الخطيرة، هي إشارة كارلوس لشخصيات خليجية لعبت دوراً في خطة اعتقاله من الخرطوم، وكانت آخر هوية لكارلوس هي عبد الله بركات حملها ودخل بها إلى الخرطوم.
وطوال سنوات طويلة ظلت المخابرات الفرنسية تسعى جاهدة للإمساك بكارلوس. وتعقبه ضابط أمني فرنسي كبير، جعل من ملف كارلوس قضيته الشخصية، لأكثر من عقدين من الزمان. جال وصال بين بلدان كثيرة: روسيا، اليمن الجنوبي آنذاك، الصومال، سوريا، الأردن، لبنان، النمسا، بريطانيا، فرنسا، بلغاريا، ولكن كانت نهاية كارلوس في الخرطوم، حيث تم تخديره من قبل السلطات الأمنية وكبل بالحديد وهو في غيبوبة المخدر وسلم لجهاز المخابرات الفرنسية. وفي يوم 14 أغسطس 1994 انتهت تماماً اسطورة كارلوس الذي لقب بابن آوى وتم نقله من الخرطوم إلى باريس علي متن طائرة خاصة. وقال وزير الداخلية الفرنسي حين تم إلقاء القبض على كارولس مقابل دفع مبلغ خمسون مليون دولار للحكومة السودانية، قال للصحافة:«نحن لا نترك من يهدر الدم الفرنسي.»

## المحاكمة الأولى

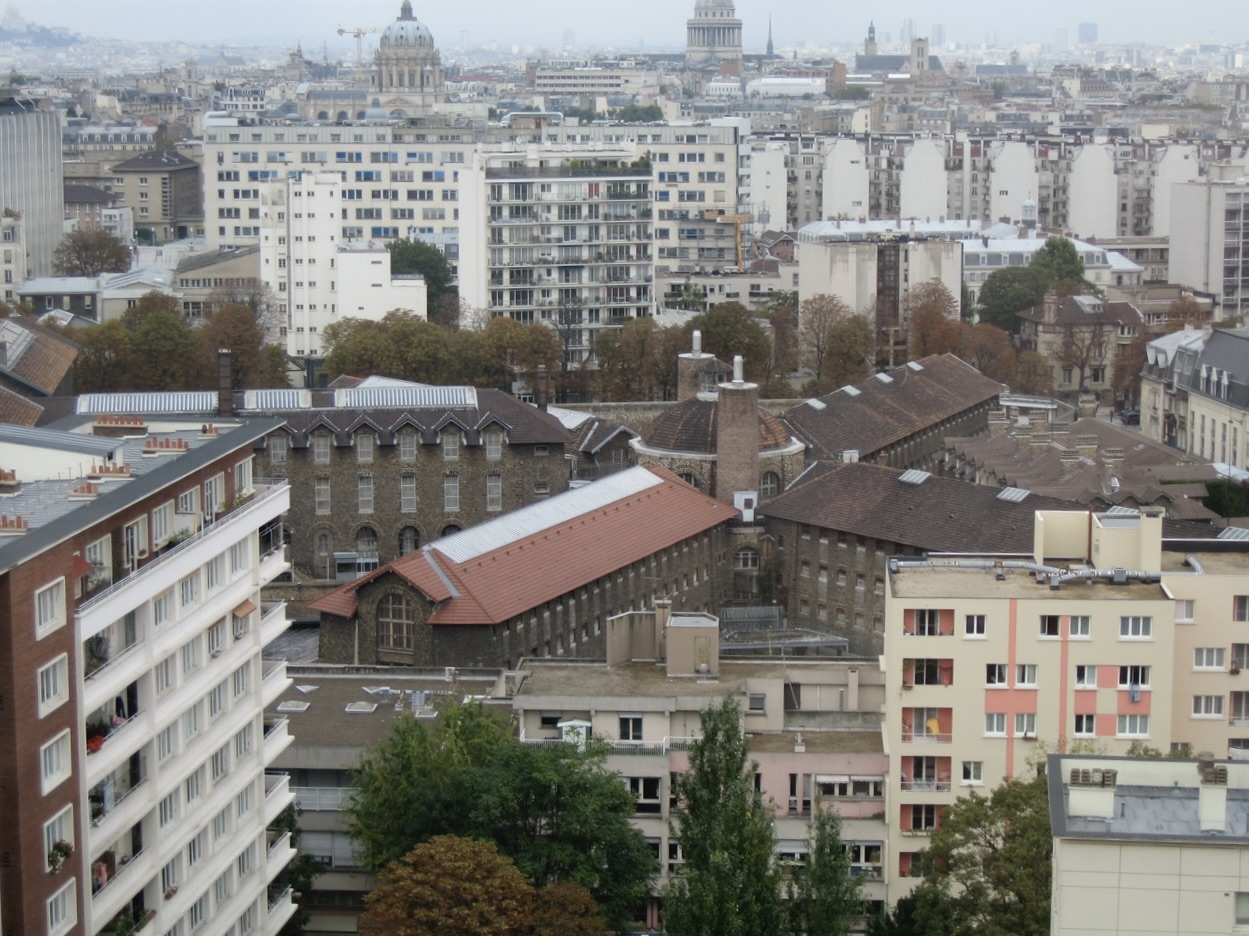
سجن لا سانتي في باريس المأسور به كارلوس. (السجن مركز الصورة)

جندت فرنسا عملاءها لإلقاء القبض على من تعتبره عدوها الأكبر ففي أغسطس عام 1994 ألقي على كارلوس القبض في السودان من قبل رجال أمن فرنسيين وفي 1997 حكم عليه بالمؤبد لقتله عنصرين من شرطة مكافحة التجسس الفرنسية ومخبر لبناني عام 1975 في باريس. محاميته التي طالبت باستئناف الحكم قالت: «بطبيعة الحال إنها محاكمة سياسية والدليل عملية الاختطاف الغير مشروعة التي قامت بها المخابرات الفرنسية في الخرطوم.» وجهة النظر ذاتها تبناها والد كارلوس خوزي راميريز قبل أن يفارق الحياة فقد كان من كبار المحامين الفنزويليين ولم يسعد برؤية ابنه منذ 1975 وهو الذي طالب ببراءة ابنه وإخلاء حال سبيله وقال: «ابني ليس إرهابياً فهو مناضل ثوري وهو الذي قضى شبابه في نصرة القضية الفلسطينية.»
التهم
استمع قضاة ألمان إلى كارلوس والمسجون في باريس في قضية احتجاز خلال مؤتمر لمنظمة الدول المصدرة للبترول (أوبك) في فيينا عام 1975 في عملية أسفرت عن مصرع ثلاثة أشخاص. ويحاكم في القضية هانس يواكيم كلاين رفيق كارلوس على دوره في العملية. وسعت النمسا أيضاً إلى تسلم كارلوس لمحاكمته في القضية نفسها. وكانت وزارة العدل الفرنسية رفضت طلباً لمحكمة جنايات ألمانية لسماع شهادة كارلوس في ألمانيا متذرعة بوجود أسباب أمنية تمنع ذلك، مما دفع القضاة الألمان للسفر إلى فرنسا.
الحكم
ويقضي كارلوس عقوبة السجن المؤبد في فرنسا منذ عام 1997، لدوره في ثلاث جرائم قتل وقعت في باريس عام 1975، وذلك بعد أن سلمه السودان عام 1994.
انتقادات
ووجهت زوجة الثوري كارلوس المحامية إيزابيل كوتان بير انتقاداً لاذعاً لوزير العدل الفرنسي دومينيك بيربا واصفة إياه بالعميل الأميركي الخسيس وذلك بسبب سوء المعاملة التي يلقاها زوجها كارلوس. وأكدت إيزابيل في حوار مع الجزيرة نت أن زوجها المريض بالسكري يتعرض لمساع تهدف إلى تحطيمه من جانب الحكومة الفرنسية ومن خلفها الولايات المتحدة. وقالت إن كارلوس الذي ينفذ حالياً حكماً بالسجن لاتهامه بقتل اثنين من عملاء الأمن الفرنسي يتعرض لاستفزازات عديدة داخل زنزانته في سجن مدينة فرين الفرنسية.
وأضافت إيزابيل - التي تزوجت كارلوس بعد توليها مهمة الدفاع عنه أمام القضاء الفرنسي - أن من النادر أن يعامل سجين بشكل لا إنساني على النحو الذي يعامل به كارلوس «لقد عاش أشكالاً مختلفة من الحبس الانفرادي على مدى نحو عشرة أعوام منذ اختطافه على يد الأمن الفرنسي من السودان.» ووصفت كارلوس بأنه رجل يتمتع بإرادة قوية جداً وأنه مناضل لأقصى درجة وشكت من أن الجميع تخلى عن «الرجل الذي أعطى حياته للمبادئ الثورية كي يصبح العالم أكثر عدلاً» مذكرة في هذا الصدد بالظروف المالية الصعبة التي يعانيان منها وعن الإيقاع به داخل الأراضي السودانية قالت إن زوجها «يعتبر أن حسن الترابي - زعيم المؤتمر الشعبي العالمي الإسلامي والرجل القوي في النظام السوداني أثناء اعتقال كارلوس - خان واجباته الدينية.»
تهديدات وضغوط
على صعيد آخر أشارت المحامية والزوجة الثالثة لكارلوس للتهديدات التي تتلقاها من يهود فرنسيين أطلق القضاء الفرنسي سراحهم قائلة «بعث لي أحدهم بطلقة رصاص في رسالة قائلاً إن الطلقة القادمة لن تكون بالبريد» وتساءلت إيزابيل «علينا أن نرى كيف توفر فرنسا الحماية لهؤلاء رغم توافر أدلة الإدانة، فيما يتم إيقاف ذوي الأصول العربية بلا سبب وفي غياب أي دليل ضدهم، أنني لا أثق في قضاء بلادي ولا أعتبره مستقلاً.» وفيما يتعلق بمحاولات الرئيس الفنزويلي هوغو شافيز استرداد مواطنه إيليش راميريز سانشيز في لفتة تكريمية له قالت إيزابيل «إن الرئيس شافيز لديه الإرادة في استرداد كارلوس لكن المحيطين به مرتبطين بالولايات المتحدة - ناهيك عن السفير الفنزويلي لدى باريس - يعارضون ذلك وفي كل مرة أراد أن يفعل شيئاً لكارلوس تعرض لتهديد واضح من الولايات المتحدة.» كما تحدثت عن علاقتها مع كارلوس قائلة «زواجنا يظلله حب عميق رغم الظروف الصعبة جداً حبنا يقاوم كل الظروف المعاكسة والكابوس الذي تضعني فيه إدارة السجن عند كل مرة أزوره فيها وأتعرض للابتزاز من قبلها. إنه حب استثنائي جداً".»
دعوى قضائية على حبسه
تقدم كارلوس بشكوى قضائية ضد الجنرال الفرنسي فيليب روندو وكل الذين شاركوا في القبض عليه بالسودان في أغسطس عام 1994 بتهمة الخطف والاحتجاز. ويعتقد كارلوس أن الظروف التي تم في إطارها اعتقاله من قبل عناصر من مديرية مكافحة التجسس الفرنسية بالخرطوم بعد مطاردة استمرت عشرين عاماً كانت غير قانونية. ويعتبر الثائر الدولي أن روندو الذي كان بالاستخبارات سابقاً - وهو شاهد رئيسي في قضية كليرستريم بفرنسا - انتهك القانون الجنائي باعتقاله في السودان ونقله إلى فرنسا بطائرة فرنسية خاصة.
ويستند كارلوس في ذلك إلى مقابلة لروندو في يناير عام 2006 مع صحيفة لو فيغارو قال فيها بشأن كارلوس: «في الطائرة عندما كنا فوق القاهرة اتصلت بقصر الإليزيه ووزير الداخلية آنذاك شارل باسكوا لأقول لهما إني قبضت عليه.» كما يعتبر أن هذا الأمر يسمح له برفع شكوى جديدة ضد شخص مسمى مما يفتح الباب أمام إجراء قضائي جديد. وتقول إزابيل كوتان بير - محامية كارلوس - إن الشكوك كانت دائماً تحوم حول تورط الجنرال روندو في القبض على موكلها. ومن جانبه قال إريك موريان - محامي روندو - إن «كارلوس يعاني من الملل الكبير في زنزانته ليفكر بتقديم شكوى غريبة لمخالفة وهمية بعد خمسة أشهر على تصريحات الجنرال روندو للفيغارو.»

## المحاكمة الثانية

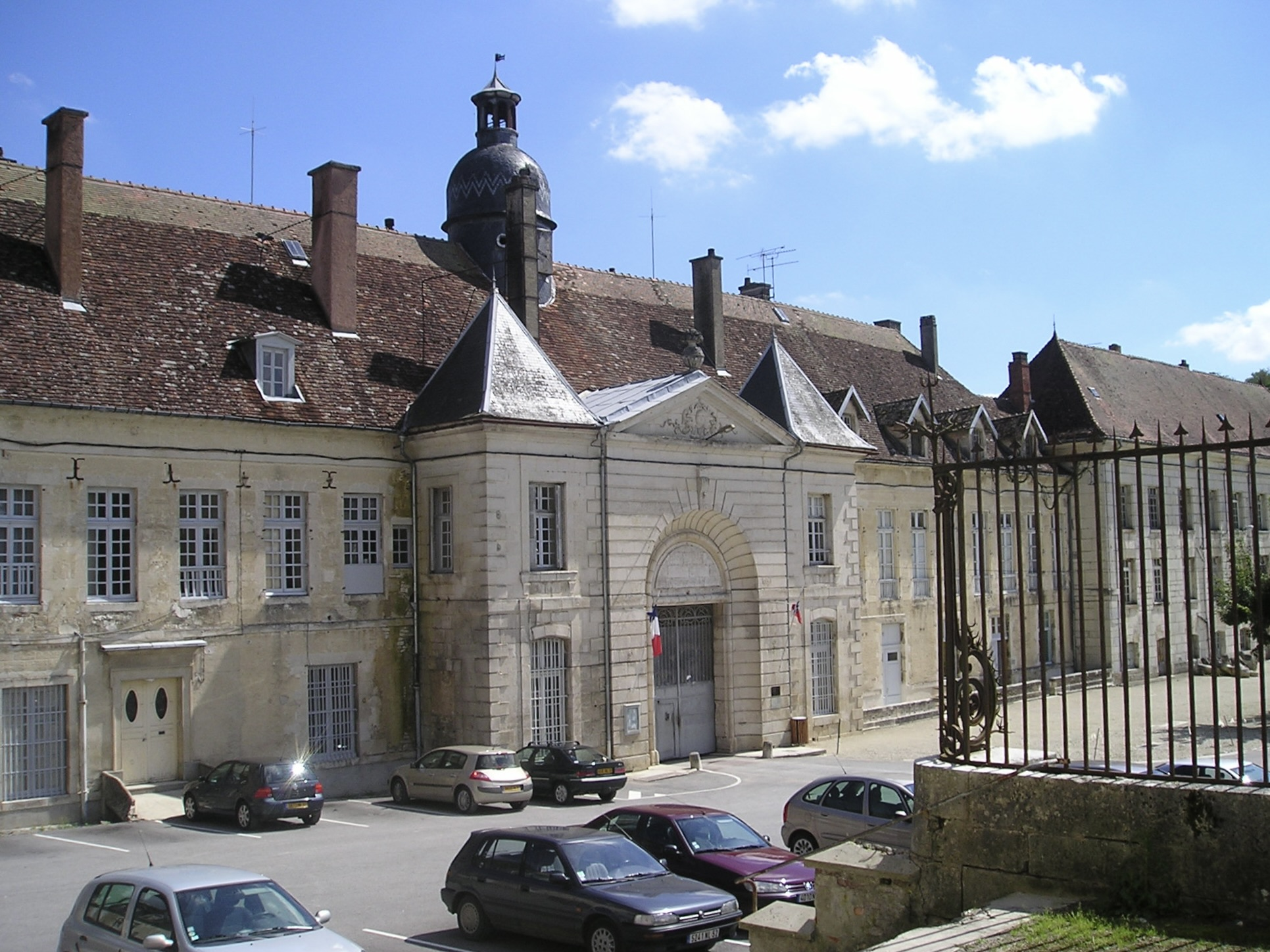
سجن الذي يحبس به كارلوس حالياً، يتميز بالحراسة المشددة والمضاعفة.

بدأت في باريس محاكمة كارلوس الثانية يوم الاثنين في 15 ديسمر 2011م، وصف كارلوس نفسه بأنه ثوري محترف في اليوم الأول من محاكمته نافياً ضلوعه في تفجيرات وقعت بين عامي 1982 و1983 في فرنسا والتي قتل فيها 11 شخصاً وجرح فيها 150 شخصاً. وتبنى كارلوس في مقابلة أجرتها معه الصحيفة الفنزويلية ايل ناثيونال في أكتوبر 2011 للمرة الأولى  قبيل المحاكمة «إنه وراء أكثر من مائة هجوم وقع القرن الماضي، قتل فيها بين 1500 وألفي شخص. لكن ضحاياها المدنيين كانوا قليلين جداً.» وقبل ذلك بشهر قال كارلوس لإذاعة فرنسية إنه ما زال يشعر بأنه مولع بالنضال. ويمثل في المحاكمة للإدلاء بشهادتهم نحو عشرين شخصاً بينهم أقارب ضحايا وخبراء وشركاء سابقون له. ويدافع عن كارلوس فريق من المحامين بينهم زوجته إيزابيل كوتون بايري التي تزوجها في السجن قبل عشر سنوات.
ورغم أنه حكم على كارلوس قبل 14 عاماً بالسجن المؤبد في فرنسا بعد أن أدانته محكمة جنايات عادية بقتل مدني وشرطيين عميلين من المخابرات الفرنسية في 1975 لكنه يمثل هذه المرة أمام محكمة مختصة في شؤون الإرهاب. وينفي كارلوس التهمة التي أدين بها في عام 1997 ويصف الملف الذي بنيت على أساسه بالملفق. وتحظى محاكمة كارلوس - الذي مثل أمام القضاة مرتديا سروال جينز وسترة زرقاء وبدا منشرحاً - بتغطية إعلامية واسعة بالنظر إلى أنه أحد رموز حرب الجواسيس والاستخبارات في القرن الماضي.
وأعلن فلاديمير راميرز سانشيز - شقيق كارلوس - أن الجانب الثوري في شخصية كارلوس ما زال حياً وينبض بالحياة وذلك قبيل بدء المحاكمة الجديدة لكارلوس وقال فلاديمير في حديث نادر أدلى به لصحيفة الغارديان «أن الوقت الذي أمضاه كارلوس في السجن ساعد على ترسيخ إيمان شقيقي بمعتقداته.» وكان كارلوس ذاته - الذي اعتنق الإسلام داخل السجن - صرح أخيراً من سجنه لإذاعة أوروبا 1 أنه سيحارب بشدة ضد التهم الموجهة إليه وقال:«إنني ما زلت عقلياً في وضع قتالي. وأول شيء سأفعله إذا خرجت من السجن بإذن الله بالذهاب إلى شهر العسل الذي تأخر موعده أكثر من عشرة أعوام.» ووفقاً لمصادر قضائية فرنسية من المنتظر أن محاكمة كارلوس الجديدة ستستغرق نحو 6 أسابيع.
التهم
مثل كارلوس أمام المحكمة المختصة بالنظر في قضايا الإرهاب في باريس بتهمة الضلوع في أربعة تفجيرات وقعت في فرنسا في الثمانينيات راح ضحيتها 11 شخصاً. ووافق القاضي جان لوي بروجويير على طلب المدعين بأن يحاكم كارلوس بسبب الهجمات. وأجاب كارلوس رئيس محكمة الجنايات الخاصة في باريس اوليفييه ليران الذي بدأ الجلسة بسؤال كارلوس عن هويته فأجاب: أنا ثوري محترف.
كان أول التفجيرات في مارس عام 1982 في قطار بين باريس وتولوز أسفر عن مقتل 5 أشخاص وجرح 28 آخرين. وتلاه هجوم آخر بعد شهر بسيارة مفخخة استهدف مقر مجلة الوطن العربي  الصحيفة المعارضة لسوريا في باريس وقتل فيه أحد المارة وجرح 60 شخصاً. ووقع الهجومان الآخران في احتفالات أعياد الميلاد والسنة الجديدة في عام 1983، الأول بتفجير قنبلة في عربة قطار سريع بين مارسيليا وباريس أدى إلى مقتل 3 اشخاص وجرح 13 آخرين، والثاني بتفجير قنبلة في محطة قطارات مارسيليا أودت بحياة شخصين. ويقول المدعون إن كارلوس نفذ الهجمات بالقنابل في مسعى لتأمين الإفراج عن رفيقته ماجدالينا كوب - وهي ثورية ألمانية سابقة كانت معتقلة في فرنسا آنذاك - ورفيقه وبرونو بيغيه وفي حالة إدانته سيسري أي حكم بالتزامن مع الحكم الحالي بسجنه مدى الحياة الذي صدر بعد محاكمته عام 1997 بسبب مقتل العميلين السريين ومرشدهما عام 1975.
ويقول الادعاء الفرنسي إن التفجيرات التي استهدفت قطارات ومحطات وسيارات في فرنسا كانت رداً من كارلوس على اعتقال الشرطة لاثنين من رفاقه - بينهما حبيبته  - وأن السلطات عثرت على بصمات كارلوس على رسالة تهديد تسلمها وزير الداخلية الفرنسي طالبت بإطلاق سراح المعتقلين. ولكن محامي كارلوس يقول إن الرسالة ليس لها وجود أصلاً وأن المحاكمة عبارة عن مهزلة لأنها مبنية على أدلة مشكوك فيها جاءت بها أجهزة المخابرات الفرنسية. وبعد الحكم على كارلوس بالسجن مدى الحياة مرة أخرى، قالت محكمة الإرهاب الخاصة التي تتألف من سبعة قضاة في باريس إنه ينبغي أن يقضي 18 عاماً في السجن كحد أدنى. وقد يؤجل هذا الحكم الموعد الذي يمكن فيه لكارلوس أن يتقدم بطلب للحصول على إفراج مشروط والمقرر حالياً عام 2012. وقالوا إنه لا يزال يشكل خطراً على الناس.
الحكم
حكمت المحكمة الفرنسية بالسجن المؤبد على كارلوس بعد أن أدانته بالمسؤولية عن الهجمات الأربع التي أوقعت ضحايا في فرنسا في الثمانينيات، وانكر كارلوس وجود أي دور له في الهجمات بالقنابل في فرنسا في عامي 1982 و1983 التي اودت بحياة 11 شخصاً. واكد محاموه طيلة فترة المحاكمة على عدم وجود أدلة تدينه وطالبوا بتبرئته. وكان اكتشاف دليل جديد قاد إلى محاكمته بالمسؤولية عن هذه الهجمات في باريس ومرسيليا والتي أوقعت قرابة 150 جريحاً إلى جانب القتلى.
غيابيا
ويحاكم مع كارلوس غيابياً ثلاثة من أعضاء مجموعته بينهم مساعده يوهانس فاينريخ المحكوم عليه بالمؤبد في بلده ألمانيا، وألمانية اسمها كريستا مارجو فروليخ تعيش حرة طليقة ولا يتوقع أن تسلمها برلين، إضافة إلى شخص اسمه علي كمال العيساوي لا يعرف مكان وجوده. وحسب الادعاء فكارلوس العقل المدبر لهجمات 1982 و1983 وبصماته على رسالة تهديد أرسلها إلى وزير الداخلية الفرنسي حينها ليضغط من أجل الإفراج عن رفيقيه ماغدالينا كوب - التي تزوجها لاحقا - وبرونو بيغيه. وبرأت المحكمة الألمانية كريستا فروليتش التي حوكمت بتهمة المشاركة في إحدى هذه الهجمات، وحكمت بالسجن المؤبد غيابياً على المتهمين الاثنين الآخرين وهما الألماني يوهانس وينريتش المسجون في ألمانيا، والفلسطيني الهارب علي كمال العيسوي. واعتبرت النيابة ان كارلوس يمثل خطراً مطلقاً ومستمراً لدعم طلبها تشديد الحراسة عليه.
طعون المحامون
وينتقد محامو كارلوس قضاء فرنسا لأنه أهمل دراسة فرضيات أخرى، ويشككون في صحة وثائق استخبارية لدول كانت في حلف وارسو، سمح كشفها بعد 1989 باستئناف التحقيق في الهجمات المنسوبة إلى المتهم، كما يدينون عزل موكلهم عشرة أيام لإجرائه مقابلة صحفية. محامية كارلوس وزوجته في الوقت ذاته، وصفت الحكم بالفضيحة قائلة موكلها سيرفع دعوى استئناف: سنقوم بطلب الاستئناف، انا انتظر بفارغ الصبر تحركاً من قبل الحكومة البوليفارية الفنزويلية لأن هذا يكفي لقد تواصل الأمر لسبعة عشر عاماً، الدولة الفرنسية اختطفت مواطناً فنزويلياً ولا يمكن أن يستمر الوضع على ما هو عليه.
رد كارلوس
نفى كارلوس أي تورط له في التفجيرات الأربعة عامي 1982 و1983 وتطرق في خطابه أمام المحكمة لمجموعة متنوعة من الموضوعات من حياة السجن إلى الإستراتيجية الصهيونية وجوازات السفر السوفياتية والدولة الفرنسية ومخدر الحشيش وحتى عقوبة الإعدام. ووصف نفسه بأنه مقاتل وثوري محترف. وقال شهادته التي سمعت في جلسة مغلقة استمرت خمس ساعات الخميس «أنا ارشيف حي ومعظم الناس من مجايلي قد رحلوا.» وقرأ كارلوس نصاً في تذكر الزعيم الليبي السابق معمر القذافي الذي عرف بتمويل العديد من الهجمات ضد الغرب  وانهار وارتعش صوته القوي في نهاية كلمته عندما قرأ ما قال إنه آخر وصية للزعيم الليبي الراحل معمر القذافي وقرأ من النص قائلاً سأواصل النضال قبل أن يصمت محاولاً التغلب على مشاعره، ورفع نحو عشرة شبان في قاعة المحكمة قبضات أيديهم في الهواء وهم يهتفون تشجيعاً له. وقال كارلوس - الذي اعتنق الإسلام وهو في السجن - السلام عليكم قبل أن يلوح بقبضته في الهواء للحشد.
أثناء المحاكمة، دافع كارلوس عن براءته، واصفاً نفسه بأنه شهيد حي، لكونه الوحيد الذي لا يزال حياً بين رفاقه الذين شاركوه في العمليات التي قام بها، كما أشاد بالرئيس الروماتي السابق، نيكولاي تشاوشيسكو، لأنه أنهى ديون بلاده، ووجه تحية إلى الزعيم الليبي الراحل معمر القذافي، بالإضافة إلى وصفه زعيم تنظيم القاعدة أسامة بن لادن بالرجل العظيم، بعد ذلك، وقبل صدور الحكم، توجه كارلوس إلى القضاة بالقول:«أنتم أحرار ومستقلون في اتخاذ القرار الذي تريدون، وكل واحد منكم سيكون مسؤولاً عن ذلك، مذكراً إياهم بأنه أرشيف حي، اعذروني لأني كثير الكلام، كل الثوريين هكذا.» واعتبر كارلوس أن الضحايا المدنيين الذين سقطوا جراء العمليات التي شارك فيها هم أشخاص وجدوا في المكان الخطأ في التوقيت الصائب، مستدركاً بالقول:«أنا رجل عاطفي جداً، لكنني في أرض المعركة بارد إلى درجة لا يمكنهم تصورها.»
ويتهمه معارضوه بأنه قاتل مأجور، وتتهمه جماعة أخرى كانت تؤيده في السابق وتحولت للشهادة ضده بأنه قاتل بدم بارد، لكن كارلوس قدم نفسه في اليوم الأول من المحاكمة على أنه ثوري بحكم المهنة. ويرى كارلوس نفسه كبش فداء، وتساءل «لماذا لم يتم اعتقال أي شخص في فرنسا في هذه الهجمات.» ويقول هو ومحاموه إن الأدلة في القضية تستند إلى شهود غير موثوق بهم ونسخ من وثائق أرشيف المخابرات في أوروبا الشرقية. لكن ممثلي الادعاء قالوا إن كارلوس لا يزال يشكل خطراً على الناس، وطالبوا بالحكم عليه بالسجن مدى الحياة مرة أخرى، وأن يقضي منها 18 عاماً في السجن كحد أدنى. وفي وقت سابق تحدث كارلوس إلى المحكمة على مدى خمس ساعات، واصفاً نفسه بأنه الشهيد الحي دفاعاً عن براءته. وقال للمحكمة رافعاً صوته «أنا في السجن مدان في قضية اتخذ فيها قرار مسبق.»
رد الضحايا
أحد ضحايا هجمات كارلوس يقول: انتظرنا ثلاثين عاماً من أجل هذه اللحظة، أنا أحد ضحايا هجوم ماربوف الذي وقع في الثاني والعشرين من أبريل لعام الف وتسعمائة وتسعة وثمانين، بالنسبة لي ولجميع الضحايا إنه يوم مهم، نأمل أن يتكلم ويشرح بعض القضايا، وأن يكون لديه لفتة ولو قليلة من التعاطف تجاه الضحايا. آلان بوبو هو أحد الذين اصيبوا في انفجار قنبلة في شارع ماربوف في بباريس عام 1982 يقول:«اشعر بارتياح كبير، أن تتم محاكمته أخيراً، وأن يبقى في السجن، كنت في التاسعة والعشرين من عمري عندما حدث الهجوم، لذلك فقدت الأمل في أن يحاكم، لم أنس شيئاً، ويمكنني الآن أن اطوي الصفحة إلا إذا طلب كارلوس الاستئناف.»

## الحالة الأسرية
أنجب كارلوس وزوجته ماغدلينا كوب بعد قضائها بضع سنوات في السجن بفرنسا ابنة واحدة بعد أن توجه عام 1983 إلى دمشق ولحقت به ماغدلينا هناك. وتزوج من أردنية بعد انتقاله إلى السودان عام 1993. واعتنق كارلوس الإسلام في السجن وتزوج على سنة الله ورسوله داخله في البداية من رفيقة دربه ماجدلينا كوب، لكنه طلقها وتزوج عام 2001 ثانية من محاميته الفرنسية إيزابيل كوتانت بيفر. فضلاً إلى أنه مفلس تماماً ولولا أن زوجته إيزابيل تترافع عنه مجاناً لما وجد أحداً مستعداً للدفاع عنه. وكانت أحلام بالخروج من السجن راودت كارلوس في السنوات الأخيرة عقب تصريح أطلقه الرئيس الفيزويلي هوغو شافيز امتدحه فيه كمقاتل من أجل الحرية بقوله:«إنني أدافع عنه لست مهتماً بما يقال عني غداً في أوروبا.» لكن وفقاً لفلاديمير فإن شافيز أهمل الطلبات المتكررة التي وجهها فلاديمير - شقيق كارلوس - له من أجل تقديم المساعدة القانونية لكارلوس.

## الإرث الثقافي
بنى كارلوس الذي ذاع صيته في القرن الماضي لنفسه سمعة كبيرة في السبعينيات وخصوصاً عقب العملية التي اختطف فيها وزراء نفط الدول الأعضاء في منظمة اوبك عام 1975 باسم الثورة الفلسطينية وأصبح رمزاً لمقارعة الامبريالية في السبعينيات والثمانينيات ولم يزد أسطورته حبه للنساء والمشروب إلا مزيداً من الشهرة. ويتميز كارلوس بالغرور فهو يضرب عن الطعام في سجنه ويكتب الرسائل للرئيس الأمريكي أوباما كما تزوج محاميته وهو في السجن. وارتبط اسمه ببعض الحركات الثورية المسلحة واشتهر بقيامه بالعديد من العمليات المسلحة بأسلوب شخصي مميز وهو يقضي وقته في السجن بدراسة الفلسفة ومتابعة الأخبار. وعبر بشكل خاص عن تأييده للمتظاهرين الأوروبيين الذين يحتجون على اجراءات التقشف وجشع الشركات الكبرى.
ويعتبر في نظر الغرب إرهابياً ويعتبر في نظر آخرين ثائرا لانتمائه إلى حركات ثورية من بينها الجبهة الشعبية لتحرير فلسطين. وكانت العملية التي احتجز خلالها مع خمسة من رفاقه أحد عشر من وزراء نفط منظمة الدول المصدرة للبترول (أوبك) عام 1975 بالعاصمة النمساوية فيينا من أشهر العمليات التي نفذها. ويشتبه في أن له صلة بقتل اثنين من رياضيين إسرائيليين احتجزوا عام 1972 في مدينة ميونخ الألمانية خلال الألعاب الأولمبية. وقد نسبت إلى كارلوس أيضا اعتداءات في فرنسا مطلع ثمانينيات القرن العشرين، وكان انتقاله عام 1993 إلى السودان - حيث تزوج أردنية - منعرجاً في حياته فقد اعتقله في العام التالي جهاز مكافحة التجسس الفرنسي ونقله إلى فرنسا ليحكم عليه عام 1997 بالسجن المؤبد بعد إدانته بالضلوع في قتل شرطيين فرنسيين. ومن سجنه بفرنسا أصدر كارلوس كتاباً أبدى فيه إعجابه بزعيم تنظيم القاعدة الراحل أسامة بن لادن وفي هذا الكتاب أيضاً أعلن كارلوس انتماءه إلى ما سماه الإسلام الثوري.
قالوا عنه
- يقول الخبراء إن كارلوس واساليبه التي كان يتبعها من مخلفات الماضي.[17]
- يقول فرانسو برنار هويغه، خبير شؤون الإرهاب في معهد العلاقات الخارجية والاستراتيجية بباريس، إن كارلوس كان رمزا للإرهاب اليساري الدولي. فكان يناضل في سبيل القضية الفلسطينية يوما وفي اليوم الثاني يقوم بزرع المتفجرات في قطارات بفرنسا. كان نجما بشكل من الاشكال.
- يقول جون فولان الذي كتب سيرة كارلوس إن الإرهاب قد تطور إلى درجة بحيث أصبح كارلوس اليوم صوتا وحيدا في صحراء قاحلة، صوت من الماضي.
- اما الخبير هويغه، فيقول: إن امثال كارلوس يبدون كالديناصورات، وانا انظر إليه كرفات تاريخية.
- وقال المحامي في تصريحات نقلتها وكالة رويترز: لم يكن كارلوس ملاكا بأي حال من الأحوال، فهو يصور نفسه بوصفه قائدا في حرب عصابات وزعيما سياسيا ثوريا، وهذه عباراته وليست عباراتي.[17]

كتب عنه
- أسرار الصندوق الأسود، تأليف: غسان شربل.

## روابط خارجية
- كارلوس الثعلب على موقع IMDb (الإنجليزية)
- كارلوس الثعلب على موقع الموسوعة البريطانية (الإنجليزية)
- كارلوس الثعلب على موقع إن إن دي بي (الإنجليزية)
- كارلوس الثعلب على موقع ديسكوغز (الإنجليزية)

## الوصلات الخارجية
- موقع إليتش راميرز الموقع شبه الرسمي عن كارلوس.
- مقال كارلوس واختطاف وزراء النفط، وأمور أخرى ..
- مقابلة صحيفة الرواد مع كارولس
- مقابلة مع كارلوس شرت في الصفحة الثالثة بجريدة القاهرة الصادرة عن وزارة الثقافة المصرية بتاريخ 13 ديسمبر 2011.
- ملخص حياة الثوري كارلوس على يوتيوب
- فلم قصير لفلم التلفزيوني عن سيرة كارلوس. على يوتيوب